# Rabbids Invasion
Rabbids Invasion (título original en francés: Les Lapins Crétins: Invasion) es una serie animada francesa, estrenada el 1 de agosto de 2013 en Nickelodeon. Rabbids Invasion es un subproducto de la famosa franquicia de videojuegos Raving Rabbids de Ubisoft, quién también es la productora principal de la serie. 
El programa se estrenó el 1 de agosto de 2013 en Nickelodeon. En Francia, se transmitió en el canal France 3 desde el otoño de 2013. Las primeras 3 temporadas, cada una con 26 episodios, se transmitieron entre 2013 y 2017. Una cuarta temporada se emitió en France 3 en 2018 y se estrenó en todo el mundo en Netflix el 1 de julio de 2019. Una secuela de la cuarta temporada, titulada Rabbids Invasion: Mission to Mars, fue estrenada en Francia el 29 de septiembre de 2021 y en Netflix el 18 de febrero de 2022.
Se estrenó en Argentina el 2 de diciembre de 2013 en Pakapaka

## Desarrollo
"Rabbids Invasion sigue la comedia alocada y los personajes de los videojuegos de Raving Rabbids de Ubisoft para la televisión infantil en Estados Unidos por primera vez, y creemos que para los niños va a ser muy divertido verlos en sus aventuras caóticas", dijo Russell Hicks, presidente de Desarrollo de Contenidos y Producción de Nickelodeon. "Esta serie va a ser un complemento excelente para nuestra línea de comedias animadas originales en los sábados por la mañana."
"Estamos muy orgullosos de contar con Nickelodeon como socio. Ellos nos están ayudando a lograr una producción de calidad que normalmente se encuentra en las características de largo", dijo Jean-Julien Baronnet, jefe de Ubisoft Motion Pictures. "Nickelodeon aprobó personalidades irritantes y locas por parte de los Rabbids para atraer a los niños y familias. Los Rabbids, literalmente, hacen estragos en las pantallas de televisión de todos los EE.UU. y nos encanta".

## Descripción
Para los Rabbids, todo es una fuente de asombro y diversión, y estas criaturas indestructibles e incontrolables no tienen ningún respeto por las normas sociales que rigen la sociedad. No hay leyes ni reglas de la carretera. Todos ellos son para divertirse y su único lenguaje es una palabra loca que suena "Bwaaaaaah!".
Los rabbids están encabezados con un jefe que tiene un ojo azul y el otro rojo, algunos de los rabbids tienen los ojos rojos y otros rabbids tienen los ojos azules.
Si uno de los rabbids agarra un objeto, otro rabbid se interesará e intentará buscar algo similar o lo mismo que el rabbid anterior y llamará la atención de varios de los rabbids y todos los rabbids se pelearan para conseguir el objeto.

## Historia
Nickelodeon ordenó en el año 2012, 14 nuevas series para el canal, incluyendo series de animación y series de acción en vivo.
Rabbids Invasion es una de las series que Nickelodeon estrenó en 2013, y algunas que fueron estrenadas en ese año, fueron Wendell & Vinnie, Monsters vs. Aliens, Sanjay and Craig, Rocket Monkeys, Power Rangers Megaforce, Sam & Cat, The Haunted Hathaways y The Thundermans.
La cuarta temporada de la serie se estrenó en France 3 el 1 de septiembre de 2018, y el 1 de julio de 2019 en Netflix. Desde esta temporada, Nickelodeon no estará involucrado en la serie, se desconoce el motivo.

## Sinopsis
Durante la serie, los Rabbids causarán invasiones por toda la ciudad, harán cosas muy locas y no respetarán las reglas sociales. Ellos agarran cualquier objeto para entretenerse.
Los Rabbids son extraterrestres y, a diferencia de nosotros, los Humanos, no tienen género. Así que tienen que disfrazarse la mayor parte del tiempo para imitarnos y hacer sus travesuras.
Suelen robar y, por lo general, que un Rabbid tenga un objeto, crea peleas en el grupo para obtenerlo o, al menos, para conseguir algo mejor. Esta es una de las formas en que los Rabbids comienzan sus locas aventuras.
Los humanos que destacan son dos Científicos, un hombre de baja estatura llamado John y una mujer de altura mayor llamada Gina. En la primera temporada ellos intentaban descubrir si los Rabbids eran inteligentes, lo que obviamente no lograron ("Sueño de Rabbids/Rabbids dreams"). En la segunda temporada se dividieron un poco las objetivos. Mientras que John seguía buscando inteligencia en los Rabbids, y tenía la esperanza de que lo eran; Gina buscaba la razón de por qué eran tan tontos. Por alguna razón, los Rabbids la sacan de quicio ("Bienvenido a Rabbidland/Welcome to Rabbidland").
Además de los científicos, los Rabbids no tienen otros enemigos humanos, aunque en la segunda temporada  aparecen humanos recurrentes, como la niña que dio origen al Rabbid Loco (Dr. Mad Rabbid). Los antagonistas pueden ser animales, como perros o gatos; otros Rabbids, otras personas, incluso, el clima, al menos en un episodio.
En la tercera temporada  aparece un nuevo personaje llamado Hibernation Rabbid (quien había aparecido como un personaje secundario en la primera). Él es inteligente e intenta viajar en el tiempo pero los Rabbids siempre se interponen en su camino.
En la cuarta temporada , los Rabbids descubren una nave en forma de submarino y allí encuentran a un robot llamado Sercur X (que tiene la misma inteligencia que Hibernation Rabbid, puesto que este último lo creó), y los Rabbids se quedan con la nave. También, en la cuarta temporada, Mad Rabbid quiere encontrar la Isla de los Pretzels (estos son su comida favorita). Por otro lado, introduce a nuevos personajes humanos como Otto Tonx, un hombre que quiere destruir el avión del presidente en varios capítulos y Rooney, un joven criminal que intenta obtener fama pero siempre falla.
En la primera temporada se puede saber como es la vida de los Rabbids.
La segunda y tercera temporada se basan en Rabbids Go Home y Raving Rabbids: Regreso al Pasado, mientras que la cuarta temporada retoma la vida de Los Rabbids y La Búsqueda De La Isla De Los Pretzels.

## Lanzamiento
El 15 de julio de 2013, Nickelodeon dio la noticia que Rabbids Invasion se estrenaría el 3 de agosto de 2013 a las 11:30am (ET/PT), durante el especial Rabbids Invasion Premiere que transmitió tres episodios nuevos seguidos.
Todos los episodios estarán disponibles en iTunes, Amazon, Xbox, PlayStation, Samsung Media Hub, Vudu y más.

## Episodios
| Temporada | Temporada | Episodios | Episodios | Estados Unidos           | Estados Unidos           | Latinoamérica           | Latinoamérica           | España                  | España                  |
| Temporada | Temporada | Eps.      | Segs.     | Comienzo                 | Final                    | Comienzo                | Final                   | Comienzo                | Final                   |
| --------- | --------- | --------- | --------- | ------------------------ | ------------------------ | ----------------------- | ----------------------- | ----------------------- | ----------------------- |
|           | 1         | 26        | 78        | 3 de agosto de 2013      | 6 de diciembre de 2014   | 16 de noviembre de 2013 | 12 de diciembre de 2014 | 2 de diciembre de 2013  | 30 de mayo de 2015      |
|           | 2         | 26        | 78        | 11 de octubre de 2014    | 14 de junio de 2016      | 6 de junio de 2015      | 11 de diciembre de 2016 | 31 de mayo de 2015      | 29 de diciembre de 2015 |
|           | 3         | 26        | 78        | 21 de junio de 2016      | 23 de junio de 2017      | 18 de diciembre de 2016 | 25 de junio de 2017     | 19 de diciembre de 2016 | 2 de agosto de 2017     |
|           | 4         | 26        | 76        | 1 de septiembre de 2018  | 17 de agosto de 2019     | 1 de julio de 2019      | 17 de agosto de 2019    | 1 de julio de 2019      | 1 de julio de 2019      |
|           | Especial  | Especial  | 1         | 29 de septiembre de 2021 | 29 de septiembre de 2021 | 18 de febrero de 2022   | 18 de febrero de 2022   | 18 de febrero de 2022   | 18 de febrero de 2022   |

## Recepción
La serie se estrenó el 3 de agosto de 2013, y se espera su estreno para este otoño en los Nickelodeon's restantes del mundo. El canal anunció que en el estreno, Rabbids Invasion obtuvo un total de 2.6 millones de espectadores, en el cual, aumento la audiencia de las 11:00am ET/PT hasta las 12:00pm ET/PT. El segundo episodio, estrenado el 10 de agosto de 2013, consiguió un millón de personas menos que su estreno original, con un total de 2.5 millones de espectadores.